# Dentosophie
 (juin 2024).
La dentosophie est une approche thérapeutique non conventionnelle inventée par le Dr Rodrigue Mathieu et le Dr Michel Montaud. Elle établit un lien entre l'état de la bouche et la santé de l'ensemble du corps.

## Étymologie
Le nom est formé sur le mot latin dens, la dent, et le grec sophia, qui désigne la sagesse. Il signifie littéralement la sagesse des dents.